# 弗里茨·瓦尔特
弗里德里希·“弗里茨”·瓦尔特（德語：Friedrich "Fritz" Walter，1920年10月31日—2002年6月17日），人，德国足球运动员，主要擔任進攻中場，他是1954年世界杯的冠軍隊隊長，也因此被认为是德国足球史上首位传奇巨星及领袖人物。

## 生平

### 俱乐部生涯
作为俱乐部旅館管理者的儿子，弗里茨·瓦尔特在年幼便得到了一份在凯泽斯劳滕队学习踢球的合同。瓦尔特的起步阶段是在他7岁时于「FV凯泽斯劳滕」的青训营司职右后卫——这个球队后来与「凯泽斯劳滕凤凰队」合并成了今天的凯泽斯劳滕足球俱乐部。他得以在8岁时便加入凯泽斯劳滕青训营，并在他17岁时顺利进入一线队出任前鋒。此时他也在进行银行职员的职业培训。
此后瓦尔特一直忠诚地留在凯泽斯劳滕，尽管不断的有国外优秀的足球俱乐部向他出价，比如国际米兰和南锡。巴黎竞技队甚至为他开出了250,000德国马克的天价，瓦尔特都只以一句“家就是家”而拒绝了。马德里竞技也为他开出价值500,000德国马克的两年合同，对此，瓦尔特在后来的一个专栏中写道：“我曾经问过我的太太伊塔利娅，什么才是我们最需要的？她告诉我这个答案一直就在我心中，只要我去看看那属于我的贝岑山（弗里茨-瓦尔特体育场的所在地，“贝岑山体育场”也是该体育场的旧称），我的老板，我的凯泽斯劳滕，我的国家队...”。
1943年4月至6月期间，受到二战的影响，瓦尔特被迫入伍成为一名驻守在蒂永维尔的步兵，在那里他同时为「TSG蒂登霍芬」和军队俱乐部“红猎人队”踢球。
1945年，二战结束，瓦尔特在被俄国人释放后重新回到普法尔茨，继续为凯泽斯劳滕效力。他和另外7名凯泽斯劳滕球员一起，被当时的德国队教练塞普·赫贝格尔作为“构建国家队的框架”。瓦尔特曾5次出现在德国足球冠军赛（德甲联赛前身）的决赛上，并在1951年和1953年协助球队两次获得全国冠军。
弗里茨·瓦尔特在为凯泽斯劳滕效力期间总共出场384次并有327个入球，这是一个非常出色的入球比例，因为瓦尔特在凯泽斯劳滕队并非一名前锋，而是一名身穿8号球衣的中场球員。
弗里茨·瓦尔特在1959年6月20日正式挂靴，结束了他的足球生涯。

### 国家队生涯

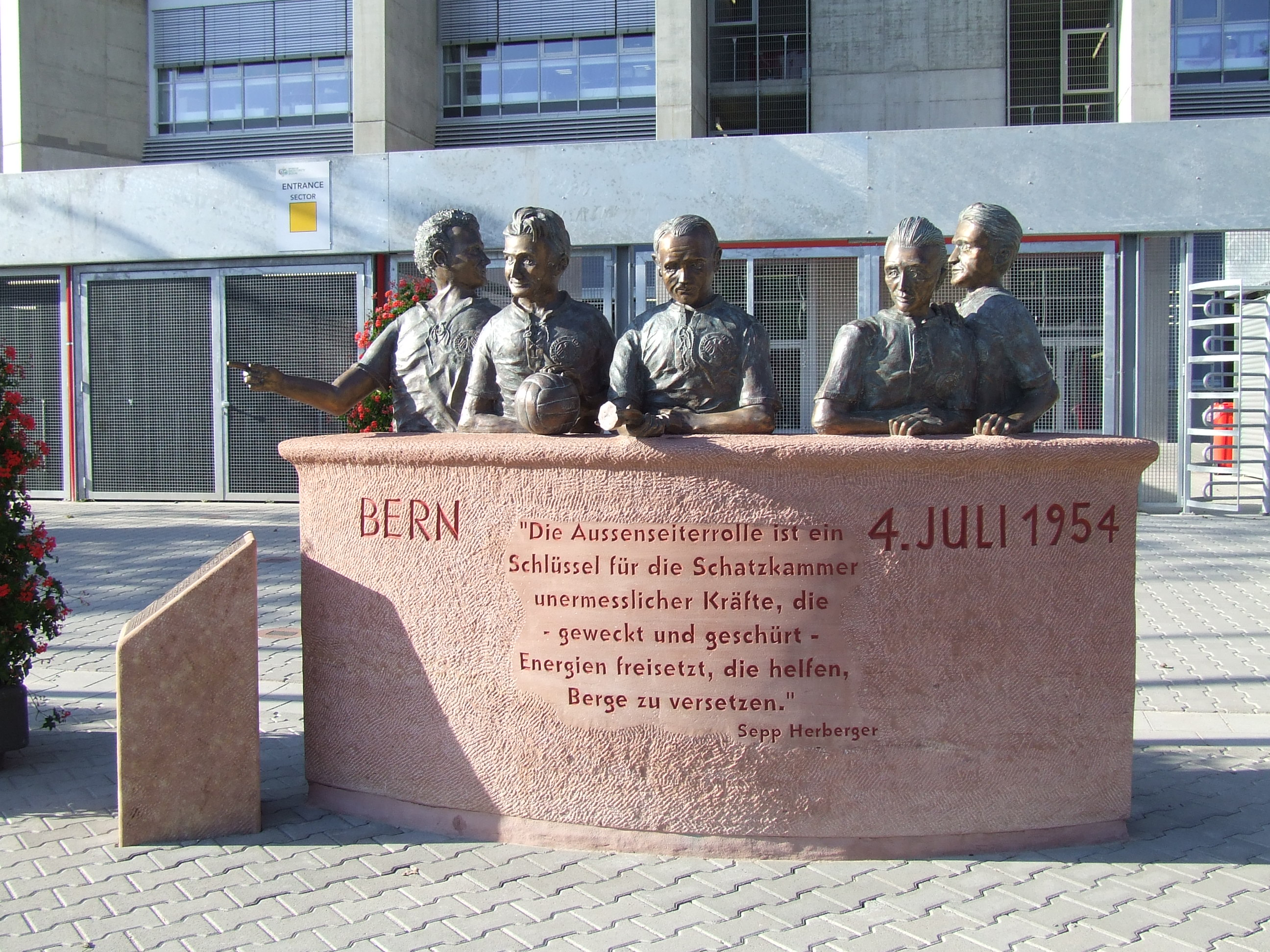
1954年世界杯决赛的凯泽斯劳滕队员雕像，从左至右：维纳尔·利布里奇、弗里茨·瓦尔特、维纳尔·科尔迈耶、霍斯特·艾克尔和奥特马·瓦尔特。

1940年7月14日弗里茨·瓦尔特即凭借优异的表现首次被时任国家队教练的塞普·赫贝格尔招入德国队，并在首场比赛中上演帽子戏法，帮助德国以9：3战胜罗马尼亚。
二战后弗里茨·瓦尔特于1951年重返德国国家队（當時的西德隊），成为30名球员中的球队领袖和塞普·赫贝格尔阵中的重要武器。在主教练赫贝格尔和身穿16号球衣的队长瓦尔特的带领下，德国在1954年首次赢得国际足联世界杯，成为世界冠军。在决赛中与大热门匈牙利的比赛被书写成传奇故事“伯尔尼的奇迹”。至今人们依旧把1954年的那支队伍称作“瓦尔特之队”，而这个称为有时也会被用在那个时期的凯泽斯劳滕队身上。
1958年瓦尔特参加的瑞典世界杯是的他第二次参赛同时也意味着告别。他在与瑞典的半决赛受伤。比赛进行至第75分钟，瓦尔特被瑞典球员帕林犯规铲伤被替换下场，并缺席了后面一场与法国的三四名决赛。瓦尔特在这届世界杯后从国家队退役，与瑞典的那场半决赛也成了他的最后一场国家队比赛。
在为国家队效力期间，弗里茨·瓦尔特保持着在国际比赛中出场61次并有33个入球的骄人纪录，这个纪录直到1966年6月23日才被另一个球员乌韦·泽勒所打破。从此乌韦·席勒成为德国队新一代的神射手。

### 战争年代
与其他许多的足球运动员一样，第二次世界大战也剥夺了弗里茨·瓦尔特的运动生涯的最好时光。尽管如此塞普·赫贝格尔还是尽量利用他的特权去帮助分散了的国家队成员，因此使得瓦尔特在1940年入伍时作为步兵被先后分配到法国、撒丁岛和科西嘉岛等远离战火的地区，并且能在士兵自发组成的球队“红猎人队”继续踢球。
不久瓦尔特成为了俄国人的战俘，然而他却强调：“运动就是我的生命”。在罗马尼亚的战俘营组织的一场足球比赛中，因为疟疾而变得异常虚弱的瓦尔特与同是战俘的匈牙利人、斯洛伐克人以及看守他们的士兵同场竞技。人们很快便能认出这位德国国家队的球星，而现场观战的苏联指挥官舒科夫也是一位球迷。舒科夫在随后转移战俘至西伯利亚的过程中一直保护着瓦尔特和他的弟弟路德维希。两兄弟得以在1945年10月28日返回凯泽斯劳滕。
弗里茨·瓦尔特是个反战人士。他拒绝行纳粹礼，书信也不使用“希特勒万岁”。.

### 足球以外
1948年10月弗里茨·瓦尔特与女友伊塔利娅·博尔托卢齐（Italia Bortoluzzi，1921年12月6日－2001年12月14日）完婚，证婚人是塞普·赫贝格尔，婚后无子女。在足球生涯结束后瓦尔特首先来到阿尔森博恩（Alsenborn）成为了阿尔森博恩体育俱乐部的宣传推广顾问，还持有一家洗衣店和一家以自己名字命名的电影院，同时撰写一些体育类书籍。此后在1976-1997年间主要奔走于塞普·赫贝格尔基金会，致力于帮助囚犯重返社会。
德国历史学家约阿希姆·费斯特提出了3个联邦德国的“框架之父”，正是他们为战后德国的全面发展提供了坚实的基础，这3人分别是：政治家阿登纳、经济学家艾哈德和足球运动员弗里茨·瓦尔特。1954年7月4日，在伯尔尼的决赛日，也正是联邦德国发展的根基之日。
由于健康原因，老瓦尔特在晚年已不适合进体育场看球，但人们却仍经常能在凯泽斯劳滕的贝岑山上见到他。老瓦尔特也无法观看德国队的国际比赛，但他的妻子伊塔利娅会同时在他耳边描述那些关于比赛、入球和犯规的信息。

## 家庭
弗里茨·瓦尔特是家中5个孩子中的长兄。他的4个兄妹分别是路德维希（Ludwig）、吉塞拉（ Gisela ）、奥特马尔（Ottmar）和索尼娅（Sonja），其中，奥特马尔·瓦尔特也是足球运动员。

## 琐事

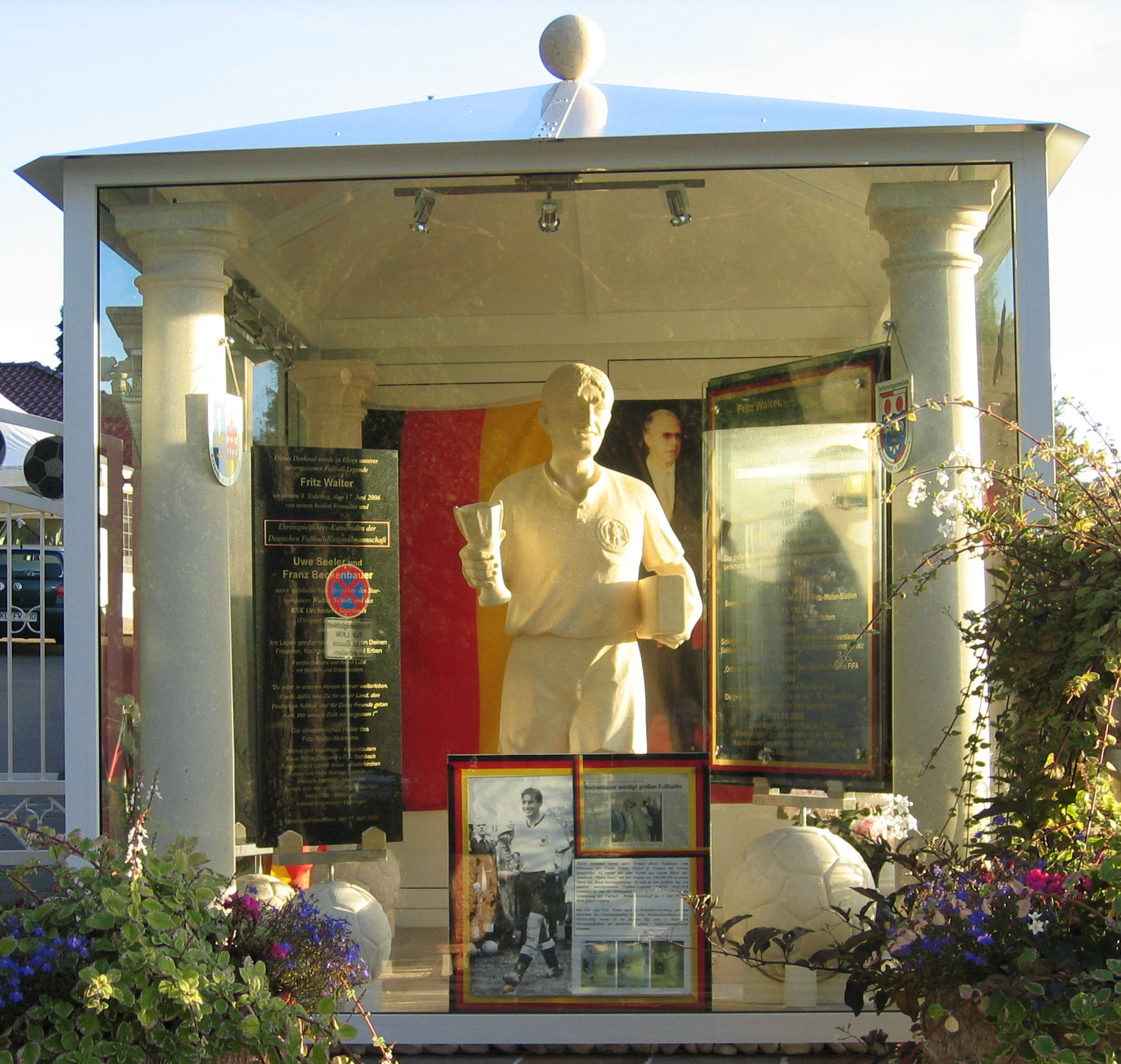
弗里茨·瓦尔特故居的外观

- 和弗里茨·瓦尔特同样传奇的是“弗里茨·瓦尔特天气”（也就是“dem Fritz sein Wetter”）。意思是在雨天，弗里茨·瓦尔特总被安排比赛。他在二战期间曾患上疟疾，所以在高温时不能很好地发挥状态。除此之外，他在潮湿，多水的地面也能很好的发挥球技（例如在1954年世界杯决赛中的雨天）。
- 塞普·赫贝格尔和弗里茨·瓦尔特在进入1954年世界杯决赛后的对话也成为了传奇，赫贝格尔在驱车去往体育馆的路上对他的队长说道：“弗里茨，你的天气”，他得到了这样的回答：“老板，我一点都不反对”。
- 乐队「Sportfreunde Stiller」于2006年世界杯比赛中，在他们的足球CD专辑《You have to win》中通过一首歌“弗里茨天气”向弗里茨·瓦尔特致敬。此外，还有一个庞克乐队为了纪念1954年世界杯的胜利而将一首歌命名为“瓦尔特之队”（Walter Elf）。
- 乌韦·席勒等同时代的足球員将弗里茨·瓦尔特选为“史上最优秀球员”，因为瓦尔特早于贝利、贝肯鲍尔、普斯卡什和迪·斯蒂法诺就已经成为了和他们同样优秀的球员。“时至今日人们依然这样认为，弗里茨·瓦尔特给予我们的和他所坚持的东西，也许能从科学的角度说明他之所以这样受欢迎”。
- 1991年弗里茨·瓦尔特出版了书籍《我永不忘却的比赛》（Spiele die ich nie vergesse）以及他亲自编写的宣叙调《我们生命中最美好的时光》（Die schönste Zeit in unserem Leben）。
- 在影片《伯尔尼的奇迹》中的弗里茨·瓦尔特（Knut Hartwig饰演）的普法尔茨方言是其他普法尔茨球员无法正确模仿的。
- 弗里茨·瓦尔特的遗物，由继承人本德·卢奇管理并暂时在弗里茨·瓦尔特生前位于阿尔森博恩的住处展出，晚些时候这些物品会移交位于凯泽斯劳滕的弗里茨·瓦尔特博物馆并在那里展出。目前关于博物馆的位置还没达成统一意见（可能在弗里茨-瓦尔特体育场或凯泽斯劳滕市内的一处博物馆建筑内，二者择一）。
- 在Winnweiler的一家私人啤酒坊酿造了一种被命名为弗里茨·瓦尔特的啤酒。
- 弗里茨·瓦尔特出生的房子位于凯泽斯劳滕市区，这里也是瓦尔特父母开设的旅馆。今天，这里已改名成了“瓦尔特之队总部”旅馆。
- 在80年代和90年代，有另一位效力于斯图加特的球员也叫弗里茨·瓦尔特，尽管他和伟大的德国队长没什么关系，但球迷们还是亲切地叫他“小弗里茨·瓦尔特”。

## 荣誉
- 联邦十字勋章中的大十字勋章
- 3枚 银质月桂叶勋章
- 国际足联金质奖章
- 首位德国国家足球队荣誉领袖
- 凯泽斯劳滕足球俱乐部荣誉领袖
- 德国西南部足球协会（SWFV）荣誉会员
- 弗里茨·瓦尔特基金会，旨在推动青少年体育运动的发展
- 德国铁路为其新一款地区动车组的型号以弗里茨·瓦尔特命名，该车同样停靠恩肯巴赫-阿尔森博恩
- 凯泽斯劳滕荣誉市民
- 首位莱茵兰-普法尔茨州荣誉居民
- 在100个最伟大的莱茵兰-普法尔茨人的评选中排名第2，仅次于约翰内斯·谷登堡
- 2008年入选德国体育名人堂
- 1985年11月2日，凯泽斯劳滕的贝岑山体育场正式更名为弗里茨-瓦尔特体育场

## 辞世
弗里茨·瓦尔特于2002年6月17日在阿尔森博恩的家中与世长辞，享年81岁，距离陪伴他多年的妻子伊塔利娅去世不到一年。瓦尔特被埋葬在凯泽斯劳滕中央公墓一处墓地下，逾千名球迷参加了他的葬礼。瓦尔特在2002年世界杯足球赛期间逝世，他并没有看到德国队进入后来的决赛，在与美国队的四分之一决赛中，德国全体队员手缠黑纱进行比赛，以表达对他的哀思。瓦尔特同样没有看到世界杯在凯泽斯劳滕以他名字命名的球场上进行，瓦尔特曾表示，他若能在有生之年在凯泽斯劳滕观看2006年世界杯，此生便没有遗憾。四年后的2006年6月17日，在瓦尔特逝世4周年之际，顺利成为2006年世界杯比赛场地的弗里茨-瓦尔特体育场承办了当届赛事意大利队与美国队的比赛，赛前全场为这位德国传奇巨星默哀1分钟。

## 语录
“有弗里茨·瓦尔特的德国足球基本毫无悬念可言。当然人们永远难忘的是1954年，弗里茨·瓦尔特作为队长带领德国队从世界杯战场凯旋。这次胜利也证明德国足协的选择是正确的，同时这也为德国民间体育组织在战后的重组迈出了重要的一步。通过弗里茨·瓦尔特不断提高球技，以及他对家乡的热爱，让凯泽斯劳滕队时至今日在莱茵兰-普法尔茨州以外的地方仍然是球迷心目中的偶像。德国足协十分信任这位国家队的荣誉队长，因为他总能让足协作出具有前瞻性的举措。”（前德国足协主席 格尔哈特·迈耶-沃菲尔德）
“弗里茨·瓦尔特的影响不仅是在足球界，作为个体，他同时也是为人处世的楷模。”（前德国联邦州长 埃德蒙德·斯托伊贝尔）
“弗里茨·瓦尔特让我们的国家更多姿多彩。他无与伦比的球技和他作为团队灵魂的作用，帮助球队实现了‘伯尔尼的奇迹’，无数的德国人信任他并为此而欢欣鼓舞。在他漫长的运动生涯中，他树立了一个足球天才的楷模，公平竞赛的精神以及谦逊的性格。在他退役后的几十年他人然是几代球迷心目中的偶像，这是德国其他运动员无法做到的。同样，他在塞普-赫贝格尔基金会为少年囚犯所做的工作也是值得人们钦佩的。”（前德国总统 约翰内斯·劳）